# Walentina Sierowa
Walentina Wasiljewna Sierowa (ros. Валенти́на Васи́льевна Серо́ва; ur. 10 grudnia?/23 grudnia 1917 w Charkowie, zm. 11 grudnia 1975 w Moskwie) – radziecka aktorka filmowa. Zasłużona Artystka RFSRR (1946).
Była córką aktorki Kławdii Połowikowej z d. Didienko i inżyniera hydrologa Wasilija Połowikowa (właściwie Połowyka). Aktorstwa uczyła się u swojej matki i potem w Centralnym Technikum Sztuki Teatralnej (do 1934), była aktorką Centralnego Teatru Młodzieży Robotniczej (w 1938 przemianowanego na Teatr im. Leninowskiego Komsomołu). W 1941 została aktorką moskiewskiego teatru dramatycznego pod kierownictwem N. Gorczakowa, w 1950 aktorką Małego Teatru Akademickiego, w 1951 Moskiewskiego Teatru im. Mossowietu, a w 1959 ponownie aktorką Teatru im. Leninowskiego Komsomołu. W maju 1938 poznała pilota doświadczalnego Anatolija Sierowa, za którego wkrótce wyszła za mąż. W 1947 otrzymała Nagrodę Stalinowską, a w 1948 Order Znak Honoru.
Pochowana na Cmentarzu Gołowinskim w Moskwie.

## Wybrana filmografia
- 1939: Zuch dziewczyna
- 1941: Cztery serca